# George Groves
Pour les articles homonymes, voir Groves.
George Robert Groves est un ingénieur du son américain d'origine britannique né le 13 décembre 1901 à St Helens (Angleterre) et mort le 4 septembre 1976 dans le quartier de North Hollywood à Los Angeles (Californie).

## Biographie
George Robert Groves reçoit une éducation musicale dès sa jeunesse, son père étant le fondateur de la fanfare de la ville. Grâce à une bourse, il fait ses études à l'université de Liverpool, où il se spécialise dans l'ingénierie des communications. Il commence à travailler comme ingénieur en Angleterre avant d'émigrer aux États-Unis en 1923.
Il y commence sa carrière pour les laboratoires Bell, puis en 1925, il est intégré à Warner Bros. qui travaille en collaboration avec Bell au développement du son synchronisé pour le cinéma.

## Filmographie
- 1926 : Don Juan d'Alan Crosland
- 1927 : Le Chanteur de jazz (The Jazz Singer) d'Alan Crosland
- 1928 : My man d'Archie Mayo
- 1928 : Le Fou chantant (The Singing Fool) de Lloyd Bacon
- 1928 : The Lion and the Mouse de Lloyd Bacon
- 1928 : Glorious Betsy d'Alan Crosland
- 1929 : Gold Diggers of Broadway de Roy Del Ruth
- 1929 : Chante-nous ça ! (Say It with Songs) de Lloyd Bacon
- 1929 : Le Chant du désert (The Desert Song) de Roy Del Ruth
- 1930 : Captain Thunder d'Alan Crosland
- 1930 : Nuits viennoises (Viennese Nights) d'Alan Crosland
- 1930 : Bright Lights (en) de Michael Curtiz
- 1930 : Sweet Kitty Bellairs d'Alfred E. Green
- 1930 : Le Chant de la flamme (Song of the Flame) d'Alan Crosland
- 1930 : Mammy de Michael Curtiz
- 1932 : Illegal de William C. McGann
- 1953 : Le Monstre des temps perdus (The Beast from 20,000 Fathoms) d'Eugène Lourié
- 1957 : Sayonara de Joshua Logan
- 1959 : Au risque de se perdre (The Nun's Story) de Fred Zinnemann
- 1960 : Sunrise at Campobello de Vincent J. Donehue
- 1962 : Le Marchand de fanfares (The Music Man) de Morton DaCosta
- 1964 : My Fair Lady de George Cukor
- 1965 : La Grande Course autour du monde (The Great Race) de Blake Edwards
- 1966 : Qui a peur de Virginia Woolf ? (Who's Afraid of Virginia Woolf?) de Mike Nichols

## Distinctions

### Récompenses
Oscar du meilleur mixage de son en tant que directeur du département son de Warner Bros.
- en 1958 pour Sayonara
- en 1965 pour My Fair Lady

1972 : Samuel Warner Memorial Award

### Nominations
Oscar du meilleur mixage de son
en tant que directeur du département son de First National Pictures
- en 1931 pour Le Chant de la flamme

en tant que directeur du département son de Warner Bros.
- en 1960 pour Au risque de se perdre
- en 1961 pour Sunrise at Campobello
- en 1963 pour Le Marchand de fanfares
- en 1966 pour La Grande Course autour du monde
- en 1967 pour Qui a peur de Virginia Woolf ?